# Atanasio Bello Montero
Atanasio Bello Montero (Caracas, Venezuela, 1800-1876), fue un músico venezolano, fundador de la Sociedad Filarmónica, se desempeñó como violinista y director de orquesta. Además, fue soldado durante la Guerra de Independencia.

## Vida
Realizó estudios con Juan Manuel Olivares y formó parte del grupo de compositores de la Escuela de Chacao. En 1821, junto con José María Izaza, desempeña actividades importantes en la vida musical de Caracas. Asimismo, ambos músicos se asociaron y fundaron la llamada Capilla de la Fraternidad y La Compañía. Esta última se encargaba de preparar y realizar festividades en los templos, peor posteriormente se ocupó de efectuar música profana.
El 18 de octubre de 1821, Izaza y Bello anunciaron la instalación de la Academia de Música en la Gazeta de Caracas. De igual forma, influenciados por Juan Meserón, compusieron numerosas canciones patrióticas, en las cuales incluyeron instrumentos como el clarín, el trombón, clarinetes, oboes y flautas. En el año 1831, Izaza y Bello, fundan la Sociedad Filarmónica con el apoyo de José Antonio Páez. Esta asociación realizó una gran labor de difusión, la cual influyó inmensamente sobre aspecto melódico de la capital. Igualmente, Atanasio Bello fue quien introdujo en los conciertos de orquesta las oberturas de óperas de Rossini.
En julio de 1836, representó completas las óperas La gazza ladra y El barbero de Sevilla, mientras que en 1847, viajó a Bogotá como empresario y director de una compañía de ópera. Asimismo, estrenó El barbero de Sevilla, Lucia di Lammermoor, El califa de Bagdad, La italiana en Argel y otras piezas en dicha ciudad. El 3 de diciembre de 1849, la Diputación Provincial de Caracas creó la Academia de Bellas Artes (recinto en el cual se impartían clases de dibujo, pintura y música), donde fue nombrado director. Finalmente, muere ciego y paupérrimo.

## Obras principales
Entre sus obras más destacadas, se encuentran:
- Pange lingua (1825).
- Lamentación a María Santísima de los Dolores (1826).
- Vigilia y misa de difuntos (1842) escrita para los Funerales realizados con motivo del traslado a Caracas de los restos del Libertador.
- Canción para festejar la memoria de Bolívar, dedicada a la Sociedad Boliviana (28 de octubre de 1843).
- 9 de febrero de 1843, obertura histórica a gran orquesta (1843).
- Canción para el 5 de julio de 1843 (1845).
- Stabat Mater (1849).
- Cuartetos.

## Música y masonería
En Venezuela, durante el siglo XIX, se puede observar múltiples hechos que demuestran la coalición entre la música venezolana y la masonería, como por ejemplo: la condición masónica de una gran cantidad de músicos importantes de la época; la presencia de músicos masones en la creación y dirección de instituciones trascendentes, como la Academia de Bellas Artes y la Banda Marcial del Distrito Federal; el hallazgo de obras escritas por compositores venezolanos, las cuales tenían como destino las tenidas masónicas; entre otros.
Atanasio Bello Montero es el autor de Para da la Luz (una serie de tres piezas basadas en temas de la ópera Norma). La obra la dedica Bello Montero a Isaac Pardo, un destacado intelectual y notable miembro de la masonería del siglo XIX. La pieza está fechada en el año masónico de 5862, el cual corresponde en el calendario convencional a 1862. La finalidad de esta obra se basa en la tenida blanca (reuniones de naturaleza festiva que permitía la presencia de profanos). La instrumentación de esta obra exige la presencia de dos violines, viola, violoncello, contrabajo, dos flautas y dos cornos, una plantilla muy típica de la música venezolana de la época.